# Kleinohr-Riesengalago
Der Kleinohr-Riesengalago oder Nördliche Riesengalago (Otolemur garnettii) ist eine Primatenart aus der Familie der Galagos (Galagonidae).

## Merkmale
Kleinohr-Riesengalagos erreichen eine Kopfrumpflänge von 23 bis 33 Zentimeter, der Schwanz wird rund 36 Zentimeter lang und das Gewicht beträgt 0,7 bis 0,8 Kilogramm. Die Fellfärbung variiert von rotbraun bis graubraun, die Unterseite ist heller. Das Fell ist wollig und dicht, der Schwanz ist sehr buschig und länger als der Körper. Die Augen sind wie bei allen Galagos als Anpassung an die nachtaktive Lebensweise vergrößert, die Ohren sind ebenfalls groß, aber kleiner als die des Großohr-Riesengalagos.

## Verbreitung und Lebensraum

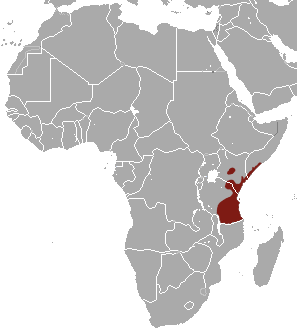
Das Verbreitungsgebiet im östlichen Afrika

Kleinohr-Riesengalagos sind im östlichen Afrika beheimatet, ihr Verbreitungsgebiet reicht vom äußersten Süden von Somalia über Kenia bis Tansania und schließt auch vorgelagerte Inseln wie Sansibar ein. Lebensraum dieser Tiere sind Wälder, wobei sie in verschiedenen Waldtypen – wie Küsten-, Gebirgs- und Galeriewäldern zu finden sind.

## Lebensweise
Diese Primaten sind nachtaktiv, tagsüber schlafen sie in Blätternestern. In der Nacht begeben sie sich auf Nahrungssuche, wobei sie sich hauptsächlich in den Bäumen aufhalten und kaum auf den Boden kommen. Sie bewegen sich auf allen vieren fort und springen selten.
Es sind territoriale Tiere, ihre Reviere überlappen sich nicht mit denen von Tieren des gleichen Geschlechts und des gleichen Alters. Es kann aber Überlappungen zwischen Territorien von Männchen und Weibchen oder zwischen Jüngeren und Älteren geben. Die Reviere sind rund 12 bis 18 Hektar groß.
Die Nahrung besteht in erster Linie aus Früchten, daneben nehmen sie auch Insekten und Baumsäfte zu sich.
Nach einer rund 130-tägigen Tragzeit bringt das Weibchen meist ein einzelnes Jungtier zur Welt. Schon nach vier bis fünf Wochen nimmt das Junge feste Nahrung zu sich, die Geschlechtsreife tritt mit rund 20 Monaten ein. In menschlicher Obhut können die Tiere über 18 Jahre alt werden.

## Gefährdung
Kleinohr-Riesengalagos sind weit verbreitet und anpassungsfähig. Es sind keine größeren Bedrohungen bekannt, die IUCN listet die Art als „nicht gefährdet“ (least concern). Der Kleinohr-Riesengalago kommt in verschiedenen Schutzgebieten vor, darunter die Nationalparks Aberdare Meru, Mount Kenya und Tsavo-West in Kenia sowie Jozani-Chwaka-Bay, Lake-Manyara, Selous und Udzungwa-Mountains in Tansania und möglicherweise auch in der Serengeti.

## Belege
1. ↑  Otolemur garnettii in der Roten Liste gefährdeter Arten der IUCN 2008. Eingestellt von: T. M. M. Butynski, S. Bearder & Y. De Jong, 2008. Abgerufen am 10. Februar 2009.
2. ↑  
Russell A. Mittermeier, Anthony B. Rylands & Don E. Wilson: Handbook of the Mammals of the World: Primates: 3. ISBN 978-8496553897. Seite 208 u. 209.